# Тшебеґощ
Тшебеґощ (пол. Trzebiegoszcz, нім. Trebegast) — село в Польщі, у гміні Ліпно Ліпновського повіту Куявсько-Поморського воєводства.
Населення — 324 особи (2011).
У 1975-1998 роках село належало до Влоцлавського воєводства.

## Демографія
Демографічна структура станом на 31 березня 2011 року:
|          | Загалом | Допрацездатний вік | Працездатний вік | Постпрацездатний вік |
| -------- | ------- | ------------------ | ---------------- | -------------------- |
| Чоловіки | 157     | 31                 | 103              | 23                   |
| Жінки    | 167     | 39                 | 92               | 36                   |
| Разом    | 324     | 70                 | 195              | 59                   |